# Ćićarija
Ćićarija (słoweń. Čičarija) – górzysty płaskowyż w Chorwacji i Słowenii. Jest położony w północno-wschodniej części półwyspu Istria.
Rozciąga się pomiędzy Učką a Krasem. Jego wymiary to 45 × 10 km, a przeciętna wysokość bezwzględna waha się w przedziale 700–800 m n.p.m. Jest zbudowany z wapienia. Linia Hrpelje – Rašpor – Brest dzieli płaskowyż na część wschodnią i zachodnią. Wschodnia część jest zalesiona (Veprinačka i Kastavska šuma) i górzysta (Veliki Planik (1272 m), Šija (1241 m), Lisina (1185 m), Orljak (1106 m), Rašušica (1083 m), Črni vrh (1031 m), Žbevnica (1014 m)), a zachodnia równinna oraz posiada rzadką szatę roślinną i jest na niej prowadzony wypas owiec.
Jego obszar jest słabo zaludniony. Na północnym wschodzie przeważa ludność słoweńska, a na południu chorwacka. Miało tu również miejsce osadnictwo ludności istrorumuńskiej. Największe miejscowości po stronie chorwackiej to: Lanišće, Podgaće, Prapoće, Brest, Račja Vas, Slum, Brgudac, Vodice i Dane. Przez obszar Ćićariji, w śladzie rzymskiej drogi Tarsatica – Aquileia, biegnie droga Rijeka – Triest.